# プブリウス・アエリウス・リグス
プブリウス・アエリウス・リグス（Publius Aelius Ligus、 生没年不詳）は、紀元前2世紀初頭の共和政ローマの政務官。紀元前172年に執政官（コンスル）を務めた。

## 出自
リグスはプレプス（平民）であるアエリウス氏族の出身。氏族最初の執政官は紀元前337年のプブリウス・アエリウス・パエトゥスであった。このパエトゥス家が氏族の中で最も有力で、リグス家で執政官になったのは彼一人である。カピトリヌスのファスティによれば、リグスの父も祖父もプラエノーメン（第一名、個人名）はプブリウスである。

## 経歴
リグスが資料に登場するのは紀元前172年に執政官に就任したときのことである。ではあるが、イギリスの歴史学者ロバート・ブロートンは、ウィリウスの法の規定（プラエトル（法務官）就任後3年以上経過しなければ執政官になれない）があることから、遅くとも紀元前175年にはリグスは法務官を務めたと示唆している。
紀元前172年の同僚執政官ガイウス・ポピッリウス・ラエナスはリグスと同じプレプスで、執政官が二人共プレブスとなったのは、ローマの歴史で初めてのことである。当時マケドニア王ペルセウスと戦争になる可能性が大きく（実際に戦争となったのは翌紀元前171年）、両執政官はマケドニアを担当することを要求した。しかし元老院はリグリアを割り当てた。リグリアは前年の執政官であるマルクス・ポピッリウス・ラエナスの過度に残虐な行為によって、非常に不穏な状況にあった。このマルクスはリグスの同僚のラエナスの兄である。マルクスに対する告発の動きがあると、ラエナスはあらゆる努力を払ってこれを阻止しようとし、リグスもこれを支援した。このように、ローマ市に留まり元老院の妨害をする両執政官に対して、護民官が訴追をちらつかせたため、ようやく両者は担当地区へ旅立った。リグスは後にリグリアと戦うが、リグスのアグノーメン（愛称）をこのときに得ている。
第三次マケドニア戦争終了後の紀元前167年、リグスはイリュリアに勝利したルキウス・アニキウス・ガッルスと共にイリュリアの戦後問題を処理する五人の委員の一人に選ばれた。他の委員はギナエウス・バエビウス・タンピルス、ガイウス・キケレイウス、プブリウス・テレンティウス・トゥシウィカヌス、プブリウス・マンリウスであった。イリュリアはマケドニア側に立ってローマと戦ったが敗北し、ガッルスは首都スコドラでイリュリアの王政を廃止していた。五人の委員は元老院とローマ市民を代表し、イリゥリア人に「自由になれ」と宣言した。王国の領土は3つの共和国に分割された。戦争中にローマの側に鞍替えしたいくつかの都市は税金から免除された。その後、イリュリアの父はイリュリクム属州となった。
紀元前167年を最後に、リグスの名前は資料に登場しない。

## 子孫
紀元前58年の護民官アエリウス・リグスはリグスの子孫と思われる。

## 参考資料

### 古代の資料
- カピトリヌスのファスティ
- ティトゥス・リウィウス『ローマ建国史』

### 研究書
- Broughton R. Magistrates of the Roman Republic. - New York, 1951. - Vol. I. - P. 600.
- Drogula, Fred K. (2007). “Imperium, Potestas, and the Pomerium in the Roman Republic”. Historia: Zeitschrift für Alte Geschichte (Franz Steiner Verlag) 56 (4):  419-452. JSTOR 25598407.
- Klebs E. Aelius // Paulys Realencyclopädie der classischen Altertumswissenschaft . - 1893. - Bd. I, 1. - Kol. 489.
- Klebs E. Aelius 83 // Paulys Realencyclopädie der classischen Altertumswissenschaft . - 1893. - Bd. I, 1. - Kol. 523.
- Klebs E. Aelius 84 // Paulys Realencyclopädie der classischen Altertumswissenschaft . - 1893. - Bd. I, 1. - Kol. 523.
- Münzer F. Popillius 18 // Paulys Realencyclopädie der classischen Altertumswissenschaft . - 1953. - Bd. XXII, 1. - Kol. 57-58.